# 富士產經集團大樓
富士產經集團大樓，通稱FCG大樓，（日语：／ Efu Sī Jī Biru */?，其中「FCG」是富士產經集團的英文縮寫）是一座位於日本東京都港区台場的一座建築，由富士媒體控股所有。這座建築也是富士電視台的總部，因此又名富士電視台總部大樓（フジテレビ本社ビル）。
富士產經集團大樓所在土地原本是自東京都租賃的土地。2018年3月，富士媒體控股以140億日元的價格從東京都購入這片土地。

## 概要
富士電視台總部原本位於新宿區河田町，但因公司規模擴張導致舊總部大廈空間不敷使用。雖然富士電視台亦考慮過就地擴建，但因難以找到改建期間中的辦公用地，加上河田町已是高度開發的住宅區，缺乏擴充餘地，遂決定遷往新址。主要兩個總部新址候選地點是品川區大崎及台場。雖然大崎的交通便利度遠高於當時還幾乎是空地的台場，但時任東京都知事鈴木俊一提出願以低價將土地租給富士電視台的破格條件。加上富士電視台經營層認為當時尚未開發的台場比大崎更具發展潛力，1990年富士電視台會長鹿內宏明決定將富士電視台總部搬遷至台場:249。
1993年4月26日，FCG大樓舉辦了動工儀式:263。1995年4月，建築象徵之一的球體部分成功安裝。翌月舉辦了上棟儀式:295。在經過3年的施工之後，FCG大樓在1996年6月28日舉辦了竣工儀式:286。1996年10月開始，富士電視台各部門開始陸續遷入新總部。同年11月4日，《MUSIC FAIR》成為第一個在FCG大樓收錄的節目:295。1997年3月10日清晨5時20分，富士電視台開始從FCG大樓播出節目:295。
FCG大樓的主要設計者是建築家丹下健三，這也是丹下生前最後一座直接指揮現場工程的大型建築。大樓的長寬比是16:9，和高畫質電視相同。建築外牆使用了鋁幕牆。大樓地下部分是停車場及機械室；1層至7層的低層部分是電視攝影棚；7層設有屋頂花園。7層以上建築分為辦公樓（オフィス棟）和媒體樓（メディア棟）兩個部分。兩者在12層、18層和24層有走廊連接。FCG大樓上層部分的球體是該建築的標誌。球體外觀使用了耐腐蝕的鈦合金材料，重量約1,200噸，直徑達32米。球體外表由3,200枚，總面積達2,945平方米的金屬板構成。

## 攝影棚
FCG大樓設有V1至V10、共10個攝影棚，以及VG、VF兩座衛星電視用的小型攝影棚；其中V1至V7攝影棚位於低層部分，V8至V10攝影棚位於媒體塔內。V3攝影棚是富士電視台第一個對應4K超高畫質節目製作的攝影棚。V4攝影棚面積接近900平方米，是日本規模最大的電視攝影棚之一。V9攝影棚是新聞節目的專用攝影棚。

## 觀光景點
FCG大樓自竣工後就憑藉奇特的外觀成為台場地標之一，大樓內部也有較多空間開放遊客參觀。從3層至7層屋頂花園的達階梯寬12米，長100米。7層的屋頂花園及商店均開放遊客參觀。1層的富士電視台Mall設有日本唯一的「海螺小姐的店」。5層設有富士電視台畫廊，展示有關富士電視台節目的內容。位於球體部分的24至25層則是收費區域。24層「鬧鐘天空（めざまスカイ）」曾是富士電視台晨間資訊節目《鬧鐘電視》的攝影棚。25層則是可一覽東京風景的瞭望室「Hachitama（はちたま）」。「Hachitama」自1997年4月2日開始開門迎客，在第一天迎來超過1萬名觀眾:294。現在「Hachitama」還提供求婚服務。
富士電視台亦不定期在FCG大樓上演燈光秀，演出時間是日落至深夜23時。

## 外部連結
- （日語）富士電視台大樓官方網站（富士電視台） （页面存档备份，存于）